# Lista över fornlämningar i Olofströms kommun
Lista över fornlämningar i Olofströms kommun är en förteckning av ett urval av de fornlämningar som finns i Olofströms kommun.

## Jämshög
| Namn                       | Lämningstyp                 | Tillkomsttid | Historisk indelning | Plats | Läge                 | ID-nr          | Bild                                 |
| -------------------------- | --------------------------- | ------------ | ------------------- | ----- | -------------------- | -------------- | ------------------------------------ |
| Jämshög 1:1                | Grav markerad av sten/block |              | Jämshög, Blekinge   |       | 56.201613, 14.600673 | 10099900010001 | Ladda upp en bild av detta fornminne |
| Jämshög 8:1                | Begravningsplats            |              | Jämshög, Blekinge   |       | 56.254854, 14.557672 | 10099900080001 | Ladda upp en bild av detta fornminne |
| Jämshög 17:1               | Begravningsplats            |              | Jämshög, Blekinge   |       | 56.291341, 14.625523 | 10099900170001 | Ladda upp en bild av detta fornminne |
| Jämshög 24:1               | Hög                         |              | Jämshög, Blekinge   |       | 56.236888, 14.534277 | 10099900240001 | Ladda upp en bild av detta fornminne |
| Jämshög 25:1               | Hög                         |              | Jämshög, Blekinge   |       | 56.237204, 14.537587 | 10099900250001 | Ladda upp en bild av detta fornminne |
| Jämshög 27:1               | Grav markerad av sten/block |              | Jämshög, Blekinge   |       | 56.264287, 14.527649 | 10099900270001 | Ladda upp en bild av detta fornminne |
| Kungagraven (Jämshög 28:1) | Hög                         |              | Jämshög, Blekinge   |       | 56.219235, 14.520823 | 10099900280001 | Ladda upp en bild av detta fornminne |
| Jämshög 29:1               | Grav markerad av sten/block |              | Jämshög, Blekinge   |       | 56.231321, 14.521722 | 10099900290001 | Ladda upp en bild av detta fornminne |
| Jämshög 49:1               | Hög                         |              | Jämshög, Blekinge   |       | 56.265880, 14.525889 | 10099900490001 | Ladda upp en bild av detta fornminne |
| Jämshög 50:1               | Hög                         |              | Jämshög, Blekinge   |       | 56.266994, 14.522775 | 10099900500001 | Ladda upp en bild av detta fornminne |
| Jämshög 58:1               | Hög                         |              | Jämshög, Blekinge   |       | 56.231057, 14.566221 | 10099900580001 | Ladda upp en bild av detta fornminne |
| Jämshög 58:2               | Stensättning                |              | Jämshög, Blekinge   |       | 56.231036, 14.565909 | 10099900580002 | Ladda upp en bild av detta fornminne |
| Jämshög 62:1               | Stensättning                |              | Jämshög, Blekinge   |       | 56.228225, 14.564038 | 10099900620001 | Ladda upp en bild av detta fornminne |
| Jämshög 64:1               | Stensättning                |              | Jämshög, Blekinge   |       | 56.225571, 14.556367 | 10099900640001 | Ladda upp en bild av detta fornminne |
| Jämshög 66:1               | Stensättning                |              | Jämshög, Blekinge   |       | 56.236553, 14.565538 | 10099900660001 | Ladda upp en bild av detta fornminne |
| Jämshög 67:1               | Hög                         |              | Jämshög, Blekinge   |       | 56.233336, 14.555132 | 10099900670001 | Ladda upp en bild av detta fornminne |
| Jämshög 70:1               | Stensättning                |              | Jämshög, Blekinge   |       | 56.229261, 14.535691 | 10099900700001 | Ladda upp en bild av detta fornminne |
| Jämshög 70:2               | Stensättning                |              | Jämshög, Blekinge   |       | 56.229147, 14.535698 | 10099900700002 | Ladda upp en bild av detta fornminne |
| Jämshög 70:3               | Stensättning                |              | Jämshög, Blekinge   |       | 56.229260, 14.535462 | 10099900700003 | Ladda upp en bild av detta fornminne |
| Jämshög 74                 | Lägenhetsbebyggelse         |              | Jämshög, Blekinge   |       | 56.263313, 14.656036 | 12000000012067 | Ladda upp en bild av detta fornminne |
| Jämshög 190                | Gravfält                    |              | Jämshög, Blekinge   |       | 56.236805, 14.600964 | 12000000012541 | Ladda upp en bild av detta fornminne |
| Jämshög 191                | Hällristning                |              | Jämshög, Blekinge   |       | 56.235561, 14.600837 | 12000000012543 | Ladda upp en bild av detta fornminne |
| Jämshög 301                | Stensättning                |              | Jämshög, Blekinge   |       | 56.256775, 14.494696 | 12000000012832 | Ladda upp en bild av detta fornminne |
| Jämshög 333                | Stensättning                |              | Jämshög, Blekinge   |       | 56.240514, 14.597332 | 12000000012909 | Ladda upp en bild av detta fornminne |
| Jämshög 425                | Stensättning                |              | Jämshög, Blekinge   |       | 56.239937, 14.564313 | 12000000013073 | Ladda upp en bild av detta fornminne |
| Jämshög 547                | Stensättning                |              | Jämshög, Blekinge   |       | 56.229091, 14.550805 | 12000000052765 | Ladda upp en bild av detta fornminne |
| Jämshög 550                | Stensättning                |              | Jämshög, Blekinge   |       | 56.236309, 14.565603 | 12000000052768 | Ladda upp en bild av detta fornminne |
| Jämshög 576                | Stensättning                |              | Jämshög, Blekinge   |       | 56.224745, 14.580956 | 12000000053682 | Ladda upp en bild av detta fornminne |
| Jämshög 622                | Stensättning                |              | Jämshög, Blekinge   |       | 56.265265, 14.508528 | 12000000054525 | Ladda upp en bild av detta fornminne |
| Jämshög 624                | Stensättning                |              | Jämshög, Blekinge   |       | 56.265407, 14.508674 | 12000000054527 | Ladda upp en bild av detta fornminne |
| Jämshög 1312               | Stensättning                |              | Jämshög, Blekinge   |       | 56.279104, 14.546470 | 12000000103149 | Ladda upp en bild av detta fornminne |
| Jämshög 1313               | Stensättning                |              | Jämshög, Blekinge   |       | 56.258903, 14.534602 | 12000000103150 | Ladda upp en bild av detta fornminne |

## Kyrkhult
| Namn                                   | Lämningstyp             | Tillkomsttid | Historisk indelning | Plats | Läge                 | ID-nr          | Bild                                 |
| -------------------------------------- | ----------------------- | ------------ | ------------------- | ----- | -------------------- | -------------- | ------------------------------------ |
| Kyrkhult 3:1                           | Begravningsplats        |              | Kyrkhult, Blekinge  |       | 56.352284, 14.483702 | 10100300030001 | Ladda upp en bild av detta fornminne |
| Pestabacken (Kyrkhult 5:1)             | Begravningsplats        |              | Kyrkhult, Blekinge  |       | 56.428261, 14.569569 | 10100300050001 | Ladda upp en bild av detta fornminne |
| Hörneborg (Kyrkhult 6:1)               | Borg                    |              | Kyrkhult, Blekinge  |       | 56.369766, 14.601737 | 10100300060001 | Ladda upp en bild av detta fornminne |
| Kyrkhult 21:1                          | Begravningsplats        |              | Kyrkhult, Blekinge  |       | 56.361883, 14.474350 | 10100300210001 | Ladda upp en bild av detta fornminne |
| Kyrkhult 22:1                          | Begravningsplats        |              | Kyrkhult, Blekinge  |       | 56.418591, 14.485009 | 10100300220001 | Ladda upp en bild av detta fornminne |
| Kyrkhult 30:1                          | Begravningsplats        |              | Kyrkhult, Blekinge  |       | 56.300536, 14.731959 | 10100300300001 | Ladda upp en bild av detta fornminne |
| Kyrkhult 31:1                          | Begravningsplats        |              | Kyrkhult, Blekinge  |       | 56.313172, 14.694931 | 10100300310001 | Ladda upp en bild av detta fornminne |
| Kyrkhult 181                           | Husgrund, historisk tid |              | Kyrkhult, Blekinge  |       | 56.387525, 14.482526 | 12000000011924 | Ladda upp en bild av detta fornminne |
| Orta Johns stuga (Kyrkhult 468)        | Lägenhetsbebyggelse     |              | Kyrkhult, Blekinge  |       | 56.344399, 14.457331 | 12000000013517 | Ladda upp en bild av detta fornminne |
| Lustighuset (Kyrkhult 499)             | Lägenhetsbebyggelse     |              | Kyrkhult, Blekinge  |       | 56.327706, 14.454813 | 12000000013827 | Ladda upp en bild av detta fornminne |
| Häradsnattmannens stuga (Kyrkhult 761) | Lägenhetsbebyggelse     |              | Kyrkhult, Blekinge  |       | 56.377144, 14.627045 | 12000000057217 | Ladda upp en bild av detta fornminne |
| Gamla båtmanstorpet (Kyrkhult 831)     | Lägenhetsbebyggelse     |              | Kyrkhult, Blekinge  |       | 56.394149, 14.643753 | 12000000057408 | Ladda upp en bild av detta fornminne |
| Falsehults båtmanstorp (Kyrkhult 864)  | Lägenhetsbebyggelse     |              | Kyrkhult, Blekinge  |       | 56.420026, 14.525070 | 12000000057705 | Ladda upp en bild av detta fornminne |